# Daniela Klette
Daniela Marie Luise Klette (* 5. November 1958 in Karlsruhe), alias Claudia Ivone, gilt als ehemaliges Mitglied der linksextremistischen Terrororganisation Rote Armee Fraktion (RAF). Nach deren Auflösung im Jahr 1998 wurde sie 2024 als eines der letzten drei noch flüchtigen RAF-Mitglieder festgenommen. Seit März 2025 läuft gegen sie vor der großen Strafkammer des Landgerichts Verden das Verfahren wegen versuchten Mordes, unerlaubten Waffenbesitzes sowie versuchten und vollendeten schweren Raubs im Zusammenhang mit 13 Überfällen.

## Politische Aktivität und Weg in den Terrorismus
Daniela Klette ist die Tochter des Handelsvertreters Karl-Heinz Klette (1923–2006) und der Zahnärztin Adelheid Klette, geb. Wenzel (1931–2016). Sie wuchs zusammen mit zwei Geschwistern in der Adlerstraße in der Karlsruher Innenstadt auf. Ab 1968 besuchte sie das Fichte-Gymnasium Karlsruhe, bis 1973 ein reines Mädchengymnasium.
Klette war ab 1975 in verschiedenen linksextremistischen Gruppen aktiv.
1978 schloss sie sich der Roten Hilfe Wiesbaden an und lernte in der dortigen RAF-Unterstützerszene Wolfgang Grams und Birgit Hogefeld kennen, die in den 1980er-Jahren zu den Führungsfiguren der dritten Generation der RAF wurden. Klette engagierte sich in den späten 1970er-Jahren in der Anti-NATO-Bewegung und in Initiativen gegen die Startbahn West in Frankfurt am Main. Auf einem Brief Birgit Hogefelds, der nach dem GSG-9-Einsatz in Bad Kleinen sichergestellt wurde, fanden sich neben den Fingerabdrücken Ernst-Volker Staubs auch jene von Klette. Am 5. August 1993 wurde in einem Fahndungsaufruf Klettes Name neben dem von Staub erstmals in den Nachrichten genannt.
Über eine mögliche Zugehörigkeit Klettes zur Kommandoebene der Terrororganisation RAF in den 1980er- und 1990er-Jahren herrscht aufgrund unzureichender behördlicher Erkenntnisse keine Einigkeit. Sie war nach Ermittlererkenntnissen Staubs Lebensgefährtin.

## Verdacht auf Überfälle und Anschläge
Klette wird verdächtigt, seit 1990 an einer Vielzahl von Straftaten beteiligt gewesen zu sein: Am 25. Februar 1990 war ein fehlgeschlagener Sprengstoffanschlag auf das Technische Zentrum Eschborn der Deutschen Bank zu verzeichnen. Bei einem hierbei zur Bombe umfunktionierten VW Golf kam es nicht zur Explosion, weil der Zeitzünder versagte. Haare von Klette wurden in diesem Auto gefunden. Bei dem Schusswaffenanschlag auf die US-amerikanische Botschaft in Bonn am 13. Februar 1991 legten DNA-Spuren eine Beteiligung Klettes nahe. Im Oktober 2007 bestätigte die Bundesanwaltschaft den Verdacht gegen Daniela Klette, Ernst-Volker Staub und Burkhard Garweg, an dem Sprengstoffanschlag gegen die JVA Weiterstadt vom 27. März 1993 beteiligt gewesen zu sein. Von allen dreien wurden DNA-Spuren am Tatort identifiziert.
Nachdem sich die RAF 1998 aufgelöst hatte, wurden keine weiteren Anschläge auf politische Ziele unternommen; es kam aber zu einer mehrjährigen Reihe von Raubüberfällen, die vermutlich zur Bestreitung des Lebensunterhalts dienten. Am 30. Juli 1999 wurden bei einem Überfall auf einen Geldtransporter in Duisburg-Rheinhausen mehr als eine Million Deutsche Mark erbeutet. Aufgrund von Speichel und Abriebspuren in einer Maske und im Fluchtfahrzeug wurden Klette und Ernst-Volker Staub als Beteiligte am Überfall vermutet, in diesem Zusammenhang fahndete die Polizei auch nach dem ehemaligen RAF-Mitglied Burkhard Garweg.
Nach mehr als sieben Jahren Unterbrechung wurde am 27. Dezember 2006 in Bochum ein Real-Markt überfallen, wobei mehr als 100.000 Euro erbeutet wurden. Zweieinhalb Jahre später, am 14. April 2009, wurde eine Marktkauf-Filiale in Löhne (Westfalen) überfallen. Nach dreieinhalb Jahren wurde am 24. Dezember 2012 in Stade erneut ein Marktkauf-Geschäft überfallen, mit einer Beute von ca. 135.000 Euro. Am 23. August 2014 wurde ein weiterer Marktkauf-Standort, diesmal in Elmshorn, überfallen, mit einer Beute von ca. 46.000 Euro. 2015 gab es gleich sechs Vorfälle: Am 2. Januar 2015 wurden bei einem Überfall auf eine Kaufland-Filiale in Osnabrück ca. 60.000 Euro erbeutet. Am 6. Juni 2015 misslang nochmals ein Überfall, diesmal auf einen Geldtransporter in Groß Mackenstedt im Landkreis Diepholz; in Tatfahrzeugen wurden DNA-Spuren von Klette, Ernst-Volker Staub sowie Burkhard Garweg gefunden. Das Amtsgericht Verden (Aller) erließ im Januar 2016 deshalb gegen die drei Personen Haftbefehl wegen des Verdachts des versuchten Mordes und versuchten schweren Raubes. Auch bei einem weiteren gescheiterten Überfall auf einen Geldtransport in Wolfsburg im Dezember 2015 wurden DNA-Spuren der drei Genannten gefunden. Am 19. Oktober 2015 erfolgte erneut ein Überfall, diesmal auf eine Marktkauf-Filiale in Northeim mit einer Beute von ca. 70.000 Euro. Am 28. Dezember 2015 schließlich misslang ein weiterer Überfall, diesmal auf einen Real-Markt in Wolfsburg-Nordsteimke.
Im Mai und Juni 2016 kam es dann zu den zwei letzten Überfällen in der Serie: Am 7. Mai gab es einen misslungenen Überfall auf einen Rewe-Markt in Hildesheim; am 25. Juni wurde ein Geldtransport in Cremlingen mit einer Panzerfaust und einem Sturmgewehr überfallen, wobei die Täter 400.000 Euro erbeuten konnten.

## Fahndung
Klette war zuletzt neben Garweg und Staub eine der drei Personen, nach denen im Zusammenhang mit der RAF noch gefahndet wurde. Sie war etwa seit dem Jahreswechsel 1989/1990 in den Untergrund abgetaucht, ihr Aufenthaltsort war nicht bekannt. Für die Fahndung wurden ursprünglich Fotos aus den 1980er-Jahren verwendet. 2003 erstellte das Bundeskriminalamt daraus Fahndungsfotos, auf denen es die Gesuchten am Computer künstlich altern ließ. Klette stand auf der Fahndungsliste bekannter Personen des Bundeskriminalamts. Neue Fotos für die Fahndung veröffentlichte das Landeskriminalamt Niedersachsen 2016. Für entscheidende Hinweise, die zu einer rechtskräftigen Verurteilung Klettes führen, war eine Belohnung von bis zu 150.000 Euro ausgesetzt.
Während der Fahndungszeit lebte sie in Berlin, zeitweilig mit einem Brasilianer in einer Wohnung. Dort besuchte sie 2011 eine Buchlesung des brasilianischen Autors Rodrigo Ciríaco und trat als Tänzerin beim Karneval der Kulturen auf. Sie unterhielt ein Facebook-Profil mit Foto, gab Kindern Nachhilfe und reiste unter anderem nach Brasilien und Südafrika.
Ende 2023 wurde die Fahndung nach Klette konkreter. Die entscheidende Information, die zur Ergreifung führte, ging Anfang November 2023 mit einem Hinweis einer Vertrauensperson zur Wohnung Klettes bei dem Landeskriminalamt Niedersachsen ein. Die Wohnung wurde daraufhin observiert. Im Dezember 2023 fand zudem ein Team des ARD-Podcasters und Investigativjournalisten Khesrau Behroz und des Kanadiers Michael Colborne (Journalist bei Bellingcat) mithilfe eines Gesichtserkennungsprogramms (PimEyes) das Capoeira-Studio Iêalembrasil in Berlin, in dem Klette eine Zeit lang trainiert hatte. Klette war dort allerdings seit 2019 nicht mehr gesehen worden – die Nachforschungen wurden daraufhin eingestellt. Anfang Februar 2024 startete die Polizei erneut eine Öffentlichkeitsfahndung. So wurde in der ZDF-Sendung Aktenzeichen XY … ungelöst am 14. Februar 2024 der Fahndungsaufruf gezeigt. In den folgenden zehn Tagen gingen rund 250 Hinweise bei der Staatsanwaltschaft Verden (Aller) ein, von denen fünf die höchste Priorität beigemessen wurde. In der Folge wurde die Fahndung international ausgeweitet.

## Verhaftung
Am Abend des 26. Februar 2024 wurde Klette von Zielfahndern des Landeskriminalamts Niedersachsen mit Unterstützung durch die Polizei Berlin in einer Mietwohnung in der Sebastianstraße 73 im Berliner Ortsteil Kreuzberg gefasst. Sie leistete keinen Widerstand. Nachdem sie die Wohnungstür geöffnet und einen italienischen Pass vorgezeigt hatte, informierte Klette Garweg per Mobiltelefon über ihre bevorstehende Festnahme. Über einen Abgleich ihres Fingerabdrucks auf einer Polizeidienststelle konnte ihre Identität festgestellt werden. Gegen Klette lagen sechs Haftbefehle des Amtsgerichts Verden (Aller) vor. Nach ihrer Festnahme wurde sie in Verden einem Haftrichter vorgeführt und kam in Untersuchungshaft in der Justizvollzugsanstalt für Frauen Vechta. Klette hatte für die 40 Quadratmeter große Sozialwohnung im Gebäude der Wohnungsbaugesellschaft Mitte (WBM) keinen Miet- oder Untermietvertrag und wohnte dort unter dem Decknamen Claudia Ivone nach LKA-Angaben rund 20 Jahre lang. Bei der Wohnungsdurchsuchung wurden zwei Pistolenmagazine, Munition für eine Handfeuerwaffe sowie italienische Ausweisdokumente auf den Namen Claudia Bernadi und Claudia Vernone gefunden und sichergestellt. Sie besaß weitere Ausweisdokumente und Führerscheine mit den Decknamen Carlotta Gärtner, Claudia Schmidt und Claudia Schmidt Oliviera. In den Tagen nach der Festnahme wurden bei der weitergehenden Durchsuchung der Wohnung neben Geld (nach unterschiedlichen Angaben „140.000 Euro“ oder „fast 200.000 Euro“) und 1,2 Kilogramm Gold etliche Mobiltelefonstörsender, Unterlagen mit RAF-Bezug (darunter zwei als „Archiv“ beschriftete CDs), eine Panzerfaustattrappe, eine Panzerfaustgranate PG7L, eine Kalaschnikow, eine tschechische Maschinenpistole, eine optische Zielvorrichtung und zwei Kurzwaffen (Walther P5 und HK P7) samt Munition gefunden.
Am 7. März 2024 wurde Klette dem Bundesgerichtshof in Karlsruhe überstellt, einem Richter vorgeführt und in Überhaft genommen. Ihr wurde der Haftbefehl der Bundesanwaltschaft wegen Herbeiführens einer Sprengstoffexplosion und versuchten Mordes in den 1990er-Jahren eröffnet.
Den Ablauf von Klettes Ergreifung kritisierte die Gewerkschaft der Polizei. In Anbetracht der Waffen in Klettes Wohnung sei es „reines Glück“ gewesen, dass bei der Ergreifung niemand verletzt wurde. Der Chef des Bundeskriminalamts, Holger Münch, dagegen stellte klar, dass die Überprüfung der Adresse „eine von über tausend Routineüberprüfungen“ gewesen sei und es daher keineswegs sicher gewesen sei, dort auf Klette zu treffen.

## Prozess
Laut Klettes Verteidigung erhob die Staatsanwaltschaft Verden im November 2024 Anklage gegen sie wegen versuchten Mordes, unerlaubten Waffenbesitzes sowie versuchten und vollendeten schweren Raubs im Zusammenhang mit 13 Überfällen. Das Landgericht Verden hat die Anklage zugelassen. Die Hauptverhandlung begann am 25. März 2025. Für sie wurde ein neuer Gerichtssaal gebaut; bis zu dessen Fertigstellung fand die Verhandlung im Staatsschutzsaal des Oberlandesgerichts Celle statt. In einem rechtlichen Hinweis hat das Gericht kundgetan, dass es davon ausgeht, dass Klette von einem etwaigen Mordversuch jedenfalls strafbefreiend zurückgetreten ist.

## Musikalische Rezeption
Die Antilopen Gang greift Daniela Klette namentlich in der zweiten Strophe des Liedes RAF Rentner auf dem 2017 erschienenen Album Anarchie und Alltag auf. Der Text sinniert über das fortgeschrittene Alter und den Alltag der damals Untergetauchten und merkt zuvor an, die RAF sei „von Anfang an […] zum Scheitern verurteilt“ gewesen.